# Glacier de la Plate des Agneaux
Glacier de la Plate des Agneaux – lodowiec we francuskich Alpach Zachodnich, w grupie górskiej Écrins. Leży na terenie departamentu Hautes-Alpes, w granicach Parku Narodowego Écrins.
Bierze swój początek w polach śnieżno-lodowych, leżących po wschodniej stronie grani łączącej szczyty la Grande Ruine i la Roche Faurio i podchodzących najwyżej na stokach Tête de Charrière (3446 m n.p.m.) i Tête Nord de la Somme (3351 m n.p.m.). Spływa początkowo ku wschodowi, po czym szerokim łukiem wykręca ku północy. W jego górnym biegu od strony południowej zasila go lodowiec zboczowy Glacier de Tombe Murée, spływający z północnych stoków Roche Faurio.
W połowie lat 70. XX w. jęzor Glacier de la Plate des Agneaux schodził do wysokości 2149 m n.p.m. W tym czasie jego długość wynosiła ok. 4,5 km. Wody wypływające spod lodowca tworzą główny ciek źródłowy rzeki Romanche.